# Upon a Burning Body
Upon a Burning Body est un groupe américain de metalcore, originaire de San Antonio, au Texas.

## Histoire
Le groupe est formé en 2005. En 2009, le groupe signe un contrat avec Sumerian Records et sort son premier album The World is Ours en 2010. En 2011, le groupe joue entre autres au festival December to Remember, auquel ont également participé We Came as Romans, Of Mice and Men et Winds of Plague. Le deuxième album Red. White. Green. sort en mars 2012 et se classe à la 105e place du Billboard 200. En avril, le groupe est parti en tournée aux États-Unis avec I, the Breather et Betraying the Martyrs, et en mai, le groupe part en tournée européenne avec I See Stars et The Word Alive. Des apparitions dans des festivals ont lieu le même mois au Royaume-Uni, au Slam Dunk Festival et au Download Festival. En octobre et novembre 2012, le groupe donne d'autres concerts en Europe avec As I Lay Dying, Trivium et Caliban en Allemagne et en Autriche. En 2013, le groupe donne également des concerts et fait une tournée aux États-Unis en octobre et novembre 2013 avec Attila, The Plot in You et Fit for a King. En février et mars 2014, le groupe participe au Soundwave Festival.
Le troisième album The World is My Enemy Now sort en milieu d'année. La sortie de l'album est précédée d'une action promotionnelle au cours de laquelle un post Facebook annonce que le chanteur Danny Leal avait disparu et qu'il avait été vu pour la dernière fois le 30 juin. Auparavant, Leal avait écrit des tweets indiquant qu'il avait entendu des bruits dans sa maison. Après la publication des paroles de la chanson Red Razor Wrists, tout s'avère être un mensonge, ce qui n'a été perçu positivement ni par les fans ni par le management.

## Style musical
Selon Gregory Heaney d'AllMusic, le groupe joue du deathcore qui invite à mordre. Les chansons contiendraient des riffs « massifs », des breakdowns et des chœurs qui ressembleraient à du punk hardcore. Selon Tobias Kreutzer de Metal.de, le groupe joue du deathcore sur The World is My Enemy, qui présente parfois des influences de nu metal et de rock sudiste, et cite comme groupes de référence des groupes comme Whitechapel, Lamb of God et Hellyeah. Le groupe ne serait pas comparable à des groupes deathcore typiques comme Emmure et serait moins orienté death metal que Whitechapel.

## Discographie
- 2005 : Genocide (EP)
- 2010 : The World is Ours (album, Sumerian Records)
- 2012 : Red. White. Green. (album, Sumerian Records)
- 2014 : The World is My Enemy Now (album, Sumerian Records)
- 2016 : Straight from the Barrio (album, Sumerian Records)
- 2019 : Southern Hostility (album, Seek and Strike)